# 陳良訓
陳良訓（？—？），字式甫，號岵月，又號壺雲，江西南昌府進賢縣八都人，明朝政治人物。

## 生平
万历三十一年（1603年）癸卯科江西乡试举人，四十一年（1613年）癸丑科進士，授行人，四十五年六月奉使册封德府宁阳王朱由椅。天啟二年十月考选，授候补给事中，三年八月补授户科给事中，上《四防微疏》，帝大怒，下旨逮问，辅臣疏救，罚俸半年。吏部尚書趙南星调兵部郎中邹维琏为吏部稽勋司郎中，時言路橫恣，凡用吏部郎，必咨其同鄉居言路者。給事中傅櫆、陳良訓、章允儒以南星不先咨己，大怒，共詬誶維璉。及維璉調考功，櫆等益怒，交章力攻。維璉憤，拜疏求罷，即日出城。继杨涟弹劾魏忠贤后，疏论魏璫镌级归。崇祯元年（1628年）戊辰起原官，升吏科都给事中，出为台绍兵备，海防有功，歷升浙江按察使、陝西右布政使，于流寇充斥中全活饥民甚衆，秦人立祠祀之。九年丙子（1636年）任郧阳巡抚、佥都御史，郧界秦蜀楚豫之交，贼出没盘踞，良训简练将卒，以计殲剧盗郭三海等，捷闻赐蟒币银紵有差。

## 家族
曾祖陈谟，参政。父陈楠，赠行人，又赠户科给事中。兄陈良言，知州；陈良谕，字先甫，州同。
子陈贲典，字星若，廪贡。